# Tratatul de la Fortul Laramie (1868)

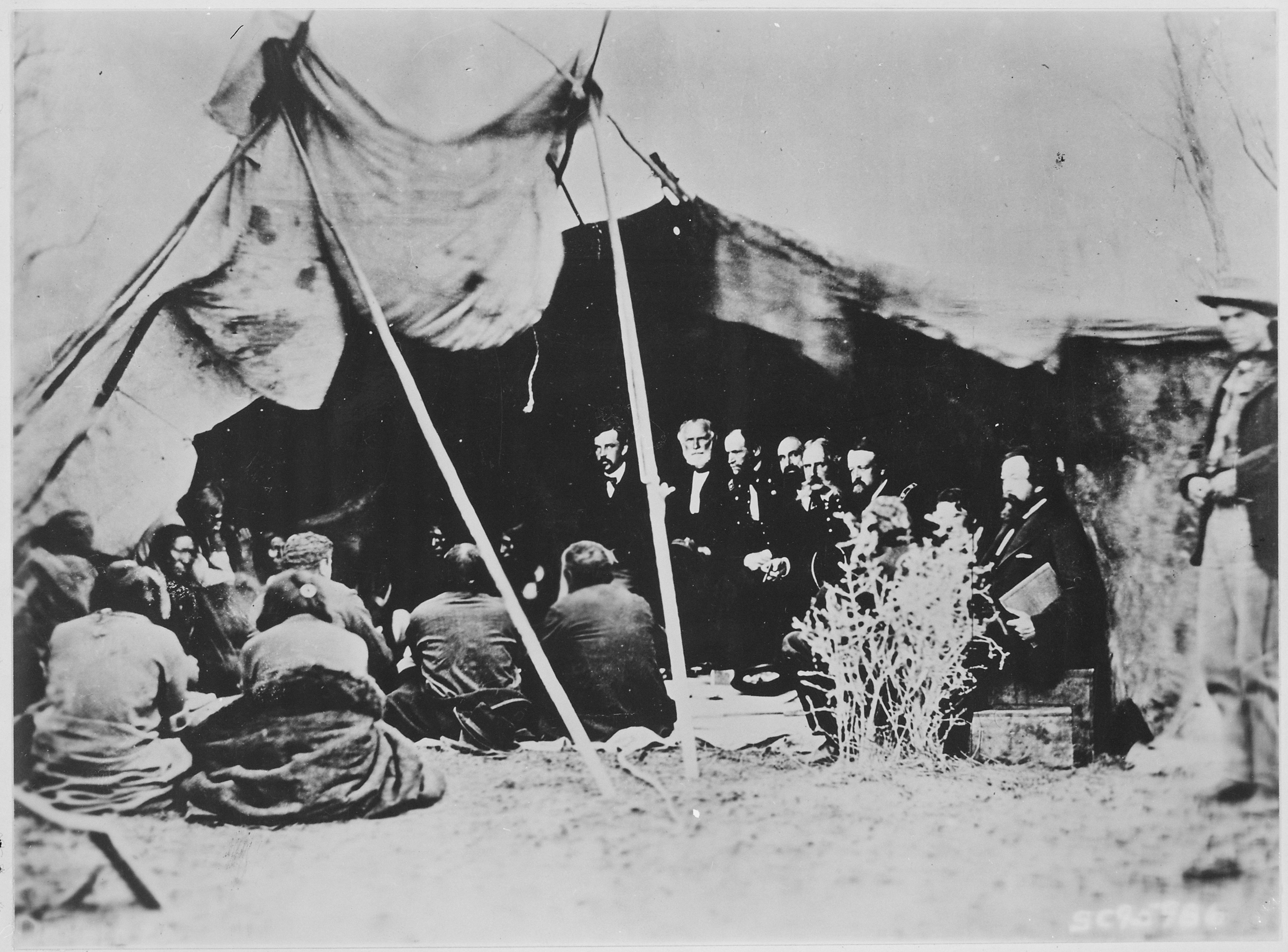
Generalul William T. Sherman (al treilea dinspre stânga) și comisarii la negocieri cu căpeteniile diferitelor clanuri Sioux, inclusiv indieni Arapaho, Fortul Laramie, 1868.

Tratatul de la Fortul Laramie, cunoscut și sub denumirea de Tratatul Sioux din 1868, a fost o înțelegere între Statele Unite și clanurile Oglala, Miniconjou și Brulé ale poporului Lakota, Yankatonai Dakota și Arapaho, semnată pe 29 aprilie 1868, la Fortul Laramie pe teritoriul Wyoming. Acest acord garanta tribului Lakota stăpânirea Dealurilor Negre, respectiv a altor teritorii și drepturi de vânătoare în Dakota de Sud, Wyoming și Montana. Comitatul Râului Powder urma să fie închis coloniștilor albi. Tratatul a încheiat Războiul lui Red Cloud.
În cadrul tratatului, Statele Unite a inclus toate teritoriile tribului Ponca în Marea Rezervație Sioux. Conflictul dintre Ponca și Sioux/Lakota, care revendica teritoriul ca fiind sub stăpânirea lor conform legii Statelor Unite, a obligat guvernul la strămutarea acestora din propriile teritorii ancestrale din Nebraska în Oklahoma; acestă acțiune nu a îndeplinit nevoile membrilor Ponca, mare parte din aceștia reîntorcându-se în Nebraska. Mai mult, articolul 16 din tratat menționa că „comitatul aflat la nord de râul North Platte și la sud de culmile Munțiilor Big Horn vor fi păstrate și considerate teritoriu indian necedat (aborigen), [...] niciunei persoane albe nu-i va fi permis să se stabilească sau să ocupe orice parte a sa; sau să o tranziteze fără obținerea consimțământului indienilor”.
Tratatul conținea un articol care intenționa să „asigure civilizarea” poporului Lakota, stimulente financiare pentru cultivarea pământului și dezvoltarea competitivității, respectiv stipularea obligativității asigurării unei „educații englezești” minorilor în „instituțiile misionarilor”. În vederea aplicării cu succes a acestor condiții, guvernul Statelor Unite a inclus în tratat că profesorii albi, fierarii, un fermier, un morar, un tâmplar, un inginer și un reprezentant al guvernului ar trebui să locuiască în rezervație. Spre finalul secolului XIX, guvernul federal a înlocuit școlile misionarilor din rezervație cu internatele indo-americane; prima astfel de instituție a fost Școala Industrială Ameridiană Carlisle din Pennsylvania. Căpetenia Manuelito și-a trimis propriii fii la această școală, considerând cunoștințele dobândite ca fiind folositoare pe viitor în protejarea libertăților poporului indian. Încălcarea repetată a drepturilor acestora de către prospectori a condus la războiul pentru Dealurile Negre. Muncitorii imigranți porniți în căutarea zăcămintelor de aur au trecut de frontierele rezervației, încălcând astfel tratatul. Indienii i-au atacat pe aceștia, fapt care a condus la izbucnirea războiului. Guvernul Statelor Unite a confiscat Dealurile Negre în 1877. Mai târziu, a împărțit Marea Rezervație Sioux în câteva rezervații mai mici.
Un secol mai târziu, națiune Sioux a obținut o victorie în tribunal. Pe 30 iunie 1890, în cazul Statele Unite vs. Națiunea Sioux a Indienilor, Curtea Supremă a Statelor Unite a concluzionat că guvernul a preluate ilegal teritoriile acestora. Instituția a obligat plata a 17.5$ milioane la valoarea anului 1877 pentru teritoriilor respective, precum și o dobândă de 5% pentru 103 ani, suma ajungând la 330$ milioane în 1995. Cu toate acestea, Lakota Sioux au refuzat să accepte plata și au cerut returnarea teritoriilor.
Tratatul și consecințele acestuia fac subiectul unui videoclip filmat în 1986 de către Native American Public Broadcasting Consortium.